# 吳存楷
吴存楷（?—?），字端父，号缦云，浙江杭州府钱塘县人。嘉庆辛酉科副貢，甲子科举人，乙丑科进士。山东即用知县，历任山东招远、云南呈貢、安徽當塗县知县署安徽蒙城县知县；戊寅恩科、己卯正科江南乡试同考官，敕授文林郎，赠奉直大夫，翰林院编修。著有《砚寿堂诗钞》八卷、《续钞》二卷、《词》二卷。
族人吴振棫，吴慶坻皆为翰林，吴士鑑则是光绪十八年壬辰科榜眼。